# فيرجيل إيوان
فيرجيل إيوان (بالرومانية: Virgil Ioan)‏ هو منافس ألعاب قوى روماني، ولد في 1908 في فوكشاني في رومانيا، وتوفي في 1986.

## وصلات خارجية
- فيرجيل إيوان على موقع الاتحاد الدولي لألعاب القوى (الإنجليزية)
- فيرجيل إيوان على موقع أوليمبيديا (الإنجليزية)